# Le Noyer (Saboia)
Le Noyer é uma comuna francesa na região administrativa de Auvérnia-Ródano-Alpes, no departamento de Saboia. Estende-se por uma área de 12,3 km². Em 2010 a comuna tinha 219 habitantes (densidade: 17,8 hab./km²).